# Eneas de Gaza
Eneas de Gaza (ca. 430/450 - ca. 518) es el más representativo de los tres filósofos de Gaza. Los otros son Zacarías, obispo de Mitilene (muerto antes de 553) y Procopio o Procopio de Gaza (465-529), quien no debe ser confundido con su contemporáneo, el historiador Procopio de Cesarea. Eneas fue discípulo del neoplatónico Hierocles de Alejandría, y se desempeñó como profesor de retórica y como magistrado.

## Obras y doctrina
Su obra más conocida es Teophrastus o De immortalitate animorum, deque corpore resurrectione aureus libellus [PG 85, cols. 865-1004]. Se trata de un supuesto diálogo (poco tiene de tal) que imita y cita mucho a Platón, de palabra y doctrinas. Aunque no haya realmente dialéctica, la obra es de interés filosófico. Si bien asimila bastante el estoicismo al cristianismo, no los confunde, pues según la doctrina estoica el hombre completa su destino en esta vida, mientras que el cristiano debe espera la otra para alcanzar la máxima perfección. Eneas no puede estar de acuerdo con los estoicos, para quienes no hay vida sin el cuerpo, además de ser fatalistas. Contra los platónicos, sostiene que el alma nace junto con el cuerpo y no es anterior a él, y que su inmortalidad se debe a su racionalidad. Aunque básicamente es platónico, muestra aprecio hacia Aristóteles.
La libre voluntad es el gran signo que Dios ha dado de la inmortalidad del alma. La libertad permite al hombre ser verdaderamente libre, y la libertad no es para hacer el mal. Se basa en Gregorio de Nisa en su seguimiento de Aristóteles: todos los seres vivos son hilemórficos. Sostiene que en la resurrección de los cuerpos, el espacio y los cuerpos serán espirituales.
Su obra fue llevada por los bizantinos a la península itálica durante la primera mitad del siglo XV, y allí fue traducida al latín por el monje camaldulense Ambrosius Traversarius, cuya traducción leyó Marsilio Ficino. Por fin, una traducción fue publicada en latín en 1513.